# Rimboval

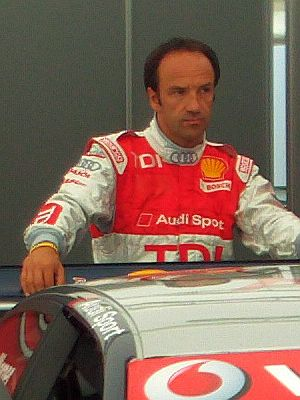
Marco Werner

Marco Werner (27 de abril de 1966, Dortmund) é um piloto de corrida profissional da Alemanha.

## Participações em Le Mans
| Ano  | Resultado | Equipe                    | Carro    | Classe |
| ---- | --------- | ------------------------- | -------- | ------ |
| 2002 | 3         | Audi Sport Team Joest     | Audi R8  | LMP900 |
| 2003 | 4         | Audi Sport Japan Team Goh | Audi R8  | LMP900 |
| 2004 | 3         | ADT Champion Racing       | Audi R8  | LMP1   |
| 2005 | 1         | ADT Champion Racing       | Audi R8  | LMP1   |
| 2006 | 1         | Audi Sport Team Joest     | Audi R10 | LMP1   |
| 2007 | 1         | Audi Sport North America  | Audi R10 | LMP1   |
| 2008 | 6         | Audi Sport North America  | Audi R10 | LMP1   |
| 2009 | Ret       | Audi Sport North America  | Audi R15 | LMP1   |